# 低磁場核磁気共鳴画像法
低磁場核磁気共鳴画像法（ていじばかくじききょうめいがぞうほう、英語: Low field magnetic resonance imaging）とは、低磁場で核磁気共鳴（nuclear magnetic resonance, NMR）現象を利用して生体内の内部の情報を画像にする方法である。低磁場MRIと略称される。

## 概要
分類で 0.2 T 未満の磁場を利用するMRIが該当する。MRIの黎明期には高磁場を得る事が困難だったため、低磁場MRI装置が一般的だった。1982年に最初に診療用に日本国内の病院に設置された永久磁石式のFONAR QED 80-αの磁場強度は40 mTで現在の基準では低磁場MRIに分類される装置だった。
その後、超伝導磁石の導入により、画質の優れた高磁場MRI装置が普及して低磁場MRI装置は廃れたが、近年、高磁場化の行き詰まりと技術革新により、低磁場MRI装置での撮像技術が向上したことによって、開発途上国等、これまで導入の困難だった地域への普及を視野に開発が進められつつある。ロスアラモス国立研究所では可搬式の低磁場MRIが開発された。動的核偏極法の導入により、超低磁場で高磁場における理論的な限界であるγe/γH = 658xを超える事が期待される。
プロトンの核スピン軸を一方向に揃えるための分極磁場の印加には電磁石だけでなく、ハルバッハ配列の永久磁石の配列を制御することで電力を消費せずに印加する方法も開発されつつある。
また、低価格化することで医療用のみならず、従来は導入が困難だった食品の品質管理等への導入も想定される。

## 背景
開発された当時からMRI装置の費用は磁石とコンピュータが大部分を占めていた。1990年代以降、ムーアの法則により、中央演算処理装置(CPU)の性能が飛躍的に向上したことにより、MRI装置全体の価格に占めるコンピュータの割合は相対的に低下したものの、磁石の値段は下がらず、MRI装置の値段は依然高額で開発途上国などでの普及を阻む要因となっていた。

## 低磁場MRI装置の状況
近年、低磁場中の低周波の周波数帯域で高感度な超伝導量子干渉素子（SQUID）や光ポンピング磁力計が開発され、それらの導入と非調和解析、スパースモデリングをはじめとする圧縮センシングによる超解像技術の医用画像処理への導入により低磁場MRIでも実用的な撮像が可能になりつつある。
2006年には400 mT の分極磁場を印加後、52 mT の静磁場で核磁気共鳴画像の撮像が報告され、2013年には 80 mT の分極磁場を印加後、 4 mT の静磁場で核磁気共鳴画像の撮像が報告された。

## 課題
低磁場MRI装置には超低磁場中での磁場勾配の精度の問題や共鳴信号の低周波化に伴う周波数分解精度の問題などがある。例えば、静磁場を 1 mT とした場合、その核磁気共鳴周波数は ~43 kHz となる。離散フーリエ変換を用いる場合、その周波数分解能は時間長の逆数になるため、0.1 Hz の周波数分解を得るためには 0.01 s の時間長が必要になる。
光ポンピング磁力計では、アルカリ金属原子の電子スピン偏極の磁気回転比はMRIにおいて主に計測対象となるプロトンの約164倍であるため、同一磁場中に試料およびガラスセルを設置すると、共鳴周波数の不一致により計測感度が低下する。この問題に対して、フラックストランスフォーマ(flux transformer : FT)を用いた遠隔計測法が提案されている。
不均一だが、強い磁場をパルス的に印加することによって核磁化（縦磁化）を生成して、弱いが均一な磁場によって核磁化の信号を読み出す（イメージングを行う）分極磁場印加法(Pre-polarized MRI)では磁石のコストが大幅に低減できるものの、コンピュータ断層撮影と同様の方法で再構成する事は可能だが撮像時点でのスライス選択が不可能等の本質的な欠陥を内包する。既に10年以上に渡り、開発が進められているものの、本格的な実用化には至っていない。

## 高磁場MRIと比較した長所・短所

### 長所
- 磁場の遮蔽が容易で強力な静磁場による力学的作用（ミサイル効果）および磁気的作用が軽微
- 勾配磁場の変動による神経刺激が軽微
- RFパルスの吸収による発熱作用が軽微
- ローレンツ力による勾配磁場コイルの振動で発生する騒音が軽微
- 高価な液体ヘリウムの補充が不要
- 機器の値段、維持費が安い
- 静磁場の強度が弱ければ強い勾配磁場強度は不要なので、受信する信号の帯域幅を狭くすることができ、それに伴い信号雑音比 SNRが向上する[1]
- 強い勾配磁場を作れる低磁場MRI装置では、さらにスライス厚を薄くしたり、撮影視野（FOV）を小さくでき、高い空間分解能の画像を得ることができる[1]
- パルスを与える間隔（TR、英: repetition time）をより短くできる[1]
- 化学シフト、磁化率の違い、流れ、動きによるアーティファクトは高磁場MRI装置と比較して軽減される[1]
- 高感度のソレノイド型コイルが使用できる

### 短所
- 解像度が劣る
- 信号雑音比（SNR）は大まかに静磁場強度に比例するため装置の他の全ての要素が同等だとした場合、低磁場MRIのSNRは相対的に低くなるので、信号の加算回数を増やす必要があり、撮像時間が長くなる[1]
- 磁化率効果が低くなるため、石灰化巣や鉄の沈着、出血の検出に劣る[1]
- コンピュータ断層撮影と同様の方法で再構成する事は可能だが撮像時点での分極磁場印加法(Pre-polarized MRI)ではスライス選択が不可能[26]

## 特許
- Albert, Mitchell S., Dilip Balamore, and Arvind K. Venkatesh. "Low-field MRI." アメリカ合衆国特許第 6,845,262号 18 Jan. 2005.
- Savukov, Igor Mykhaylovich, et al. "Method of performing MRI with an atomic magnetometer." アメリカ合衆国特許第 8,305,078号 6 Nov. 2012.
- Savukov, Igor Mykhaylovich, et al. "Method of performing MRI with an atomic magnetometer." アメリカ合衆国特許第 8,519,705号 27 Aug. 2013.